# Ramnogalakturonanska acetilesteraza
Ramnogalakturonanska acetilesteraza (EC 3.1.1.86, RGAE) je enzim sa sistematskim imenom ramnogalakturonan 2/3-O-acetil-alfa-D-galakturonat O-acetilhidrolaza. Ovaj enzim katalizuje sledeću hemijsku reakciju
hidrolitičko razlaganje 2-O-acetil- ili 3-O-acetil grupa alfa-D-galakturonske kiseline u ramnogalakturonanu I.
Degradacija ramnogalakturonana posredstvom ramnogalakturonaza je zavisna od odstranjivanja acetil estara iz supstrata.

## Literatura
- Nicholas C. Price; Lewis Stevens (1999). Fundamentals of Enzymology: The Cell and Molecular Biology of Catalytic Proteins (Third изд.). USA: Oxford University Press. ISBN 019850229X.
- Eric J. Toone (2006). Advances in Enzymology and Related Areas of Molecular Biology, Protein Evolution (Volume 75 изд.). Wiley-Interscience. ISBN 0471205036.
- Branden C; Tooze J. Introduction to Protein Structure. New York, NY: Garland Publishing. ISBN 0-8153-2305-0.
- Irwin H. Segel. Enzyme Kinetics: Behavior and Analysis of Rapid Equilibrium and Steady-State Enzyme Systems (Book 44 изд.). Wiley Classics Library. ISBN 0471303097.

## Spoljašnje veze
- Rhamnogalacturonan+acetylesterase на 